# Евстигнеев, Павел Геннадьевич
Павел Геннадьевич Евстигнеев (5 июля 1973, Истра, Московская область — 17 марта 2022) — советский, российский хоккеист, нападающий.

## Биография
Воспитанник ЦСКА. В первенстве СССР дебютировал в сезоне 1990/91 в команде первой лиги СКА МВО Тверь, проведя два матча. Следующий сезон отыграл во второй лиге за ЦСКА-2. В сезоне 1992/93 дебютировал в МХЛ за ЦСКА. В следующем сезоне перешёл в петербургский СКА. Сезон 1996/97 отыграл в ЦСКА, затем вернулся в СКА. Сезоны 1998/99 — 1999/2000 отыграл в командах низших североамериканских лиг «Лас-Вегас Тандер», «Корпус-Кристи АйсРэйс» (1998/99), «Эль-Пасо Баззардз», «Сан-Анджело Аутлоз» (1999/2000). Завершил карьеру после сезона 2001/02, который провёл в команде первой лиги чемпионата России «Металлург-2» Новокузнецк.
Участник молодёжного чемпионата мира 1993.
Работал тренером.
Скончался 17 марта 2022 года.